# Александра Урошевић
Александра Урошевић (Приштина, 1985) српски је драмски писац и редитељ.

## Биографија
Дипломирала је режију на Академији уметности у Београду и мастерирала на Академији Уметности у Новом Саду.
Чланица је Удружења драмских писаца Србије.
Редитељке је емисије Добро јутро, децо Радија Београд.
Кратке приче су јој објављене у Антологији најкраћих прича за децу (2009).

## Награде
- Награда Бранислав Нушић

## Дела
- Луче и Силвија[2]
- Тачно отприлике[3]
- Покупићу своје ствари и отићи ћу – меланхолични кабаре
- Терет, сценариста